# Liste der Kulturdenkmäler in Karl (Eifel)
In der Liste der Kulturdenkmäler in Karl sind alle Kulturdenkmäler der rheinland-pfälzischen Ortsgemeinde Karl aufgeführt. Grundlage ist die Denkmalliste des Landes Rheinland-Pfalz (Stand: 10. August 2023).

## Einzeldenkmäler
| Bezeichnung                                      | Lage                                                     | Baujahr                     | Beschreibung | Bild                           |
| ------------------------------------------------ | -------------------------------------------------------- | --------------------------- | --- | ------------------------------ |
| Bildstock                                        | Lindenstraße, Ecke Brunnenweg Lage                       | 1703                        | barocker Kreuzigungsbildstock, Sandstein, bezeichnet 1703 | weitere Bilder Fotos hochladen |
| Katholische Filialkirche St. Barbara und Blasius | Lindenstraße 30 Lage                                     |                             | spätgotischer Chorturm, 1765 (bezeichnet) erhöht und mit barock profiliertem Portal versehen; Missionskreuz: Schaftkreuz, Rotsandstein, bezeichnet 1677 und 1766 | weitere Bilder Fotos hochladen |
| Wohnhaus                                         | Neuer Weg 2 Lage                                         | um 1910/20                  | ehemalige Schule; kubischer Walmdachbau, Reformarchitektur, um 1910/20                                                                                           | BW                             |
| Heiligenhäuschen                                 | Zum Widenbach, bei Nr. 4 Lage                            | 1751                        | Sandsteinblock, bezeichnet 1751 | BW                             |
| Wegekapelle                                      | nordwestlich des Ortes in der Nähe des Helenenhofes Lage | Anfang des 20. Jahrhunderts | gotisierender Putzbau, wohl vom Anfang des 20. Jahrhunderts | BW                             |
| Heiligenhäuschen                                 | südlich des Ortes im Tal Lage                            |                             | verputzter Mauerblock | BW                             |
| Heiligenhäuschen                                 | südlich des Ortes am Talhang Lage                        |                             | verputzter Mauerblock | BW                             |